# Lyreus septemstriatus
Lyreus septemstriatus es una especie de coleóptero de la familia Zopheridae.

## Distribución geográfica
Habita en Cerdeña (Italia).